# Psaume 101 (100)

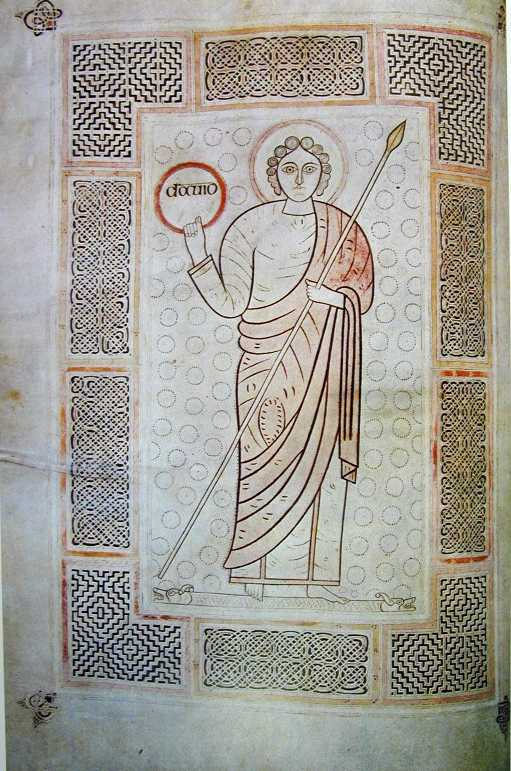
Miniature de David victorieux, illustrant le Psaume 101 dans un manuscrit de commentaires de Cassiodore, Northumbrie, milieu du VIIIe siècle.

Le psaume 101 (100 selon la numérotation grecque)  est attribué à David. Il exprime l'engagement du roi à gouverner selon Dieu. Il était peut-être lu par le roi nouvellement couronné pour manifester sa responsabilité devant Dieu.

## Texte
| verset | original hébreu                                                           | traduction française de Louis Segond | Vulgate latine |
| ------ | ------------------------------------------------------------------------- | --- | --- |
| 1      | לְדָוִד, מִזְמוֹר: חֶסֶד-וּמִשְׁפָּט אָשִׁירָה; לְךָ יְהוָה אֲזַמֵּרָה                               | [De David. Psaume.] Je chanterai la bonté et la justice ; c’est à toi, Éternel ! que je chanterai.                                         | [David psalmus] misericordiam et iudicium cantabo tibi Domine psallam                                              |
| 2      | אַשְׂכִּילָה, בְּדֶרֶךְ תָּמִים-- מָתַי, תָּבוֹא אֵלָי;אֶתְהַלֵּךְ בְּתָם-לְבָבִי, בְּקֶרֶב בֵּיתִי               | Je prendrai garde à la voie droite. Quand viendras-tu à moi ? Je marcherai dans l’intégrité de mon cœur, au milieu de ma maison.           | Et intellegam in via inmaculata quando venies ad me perambulabam in innocentia cordis mei in medio domus meae      |
| 3      | לֹא-אָשִׁית, לְנֶגֶד עֵינַי-- דְּבַר-בְּלִיָּעַל:עֲשֹׂה-סֵטִים שָׂנֵאתִי; לֹא יִדְבַּק בִּי                 | Je ne mettrai rien de mauvais devant mes yeux ; je hais la conduite des pécheurs ; elle ne s’attachera point à moi.                        | Non proponebam ante oculos meos rem iniustam facientes praevaricationes odivi non adhesit mihi                     |
| 4      | לֵבָב עִקֵּשׁ, יָסוּר מִמֶּנִּי; רָע, לֹא אֵדָע                                            | Le cœur pervers s’éloignera de moi ; je ne veux pas connaître le méchant.                                                                  | Cor pravum declinante a me maligno non cognoscebam                                                                 |
| 5      | מלושני (מְלָשְׁנִי) בַסֵּתֶר, רֵעֵהוּ-- אוֹתוֹ אַצְמִית:גְּבַהּ-עֵינַיִם, וּרְחַב לֵבָב-- אֹתוֹ, לֹא אוּכָל | Celui qui calomnie en secret son prochain, je l’anéantirai ; celui qui a des regards hautains et un cœur enflé, je ne le supporterai pas.  | Detrahentem secreto proximo suo hunc persequebar superbo oculo et insatiabili corde cum hoc non edebam             |
| 6      | עֵינַי, בְּנֶאֶמְנֵי-אֶרֶץ-- לָשֶׁבֶת עִמָּדִי:הֹלֵךְ, בְּדֶרֶךְ תָּמִים-- הוּא, יְשָׁרְתֵנִי                 | J’aurai les yeux sur les fidèles du pays, pour qu’ils demeurent auprès de moi ; celui qui marche dans une voie intègre sera mon serviteur. | Oculi mei ad fideles terrae ut sederent mecum ambulans in via inmaculata hic mihi ministrabat                      |
| 7      | לֹא-יֵשֵׁב, בְּקֶרֶב בֵּיתִי-- עֹשֵׂה רְמִיָּה:דֹּבֵר שְׁקָרִים-- לֹא-יִכּוֹן, לְנֶגֶד עֵינָי               | Celui qui se livre à la fraude n’habitera pas dans ma maison ; celui qui dit des mensonges ne subsistera pas en ma présence.               | Non habitabat in medio domus meae qui facit superbiam qui loquitur iniqua non direxit in conspectu oculorum meorum |
| 8      | לַבְּקָרִים, אַצְמִית כָּל-רִשְׁעֵי-אָרֶץ;לְהַכְרִית מֵעִיר-יְהוָה, כָּל-פֹּעֲלֵי אָוֶן                   | Chaque matin j’anéantirai tous les méchants du pays, afin d’exterminer de la ville de l’Éternel tous ceux qui commettent l’iniquité.       | In matutino interficiebam omnes peccatores terrae ut disperderem de civitate Domini omnes operantes iniquitatem    |

## Thème du psaume
Le souverain aborde d'abord sa façon de régler sa vie privée, puis sa vie publique et le choix de ses collaborateurs. Vient enfin son mode de gouvernement. Le premier verset résume le psaume, mais il le mâtine aussi d'une touche de louange. Le mot parfait revient deux fois, manifestant le choix moral radical du roi.  La fidélité est une qualité indispensable que demande le roi pour lui-même et obtenir ses faveurs. La conformité au droit traverse tout le psaume, et peut s'entendre aussi dans un sens religieux. Elle doit être établie sur le roi, son entourage, et finalement sur tous les services du pays. Le roi manifeste sa justice en éliminant d'auprès de lui les mauvais : cœurs hautains, fraudeurs, menteurs et calomniateurs.

## Usages liturgiques

### Dans le christianisme

#### Chez les catholiques
Depuis le haut Moyen Âge, ce psaume était traditionnellement exécuté lors de l'office de matines du vendredi, selon la règle de saint Benoît fixée vers 530.
Dans la liturgie des Heures, le psaume 101 est chanté ou récité aux laudes le mardi de la quatrième semaine.